# Mûnein
Mûnein (prononcé : /mu.ˈnain/ ; en néerlandais : Molenend) est un village situé dans la commune néerlandaise de Tytsjerksteradiel, dans la province de la Frise. Le 1er janvier 2009, le village comptait 697 habitants.
Le cycliste Lieuwe Westra est né en Mûnein.